# Roslyn (Nouvelle-Zélande)
Pour les articles homonymes, voir Roslyn.

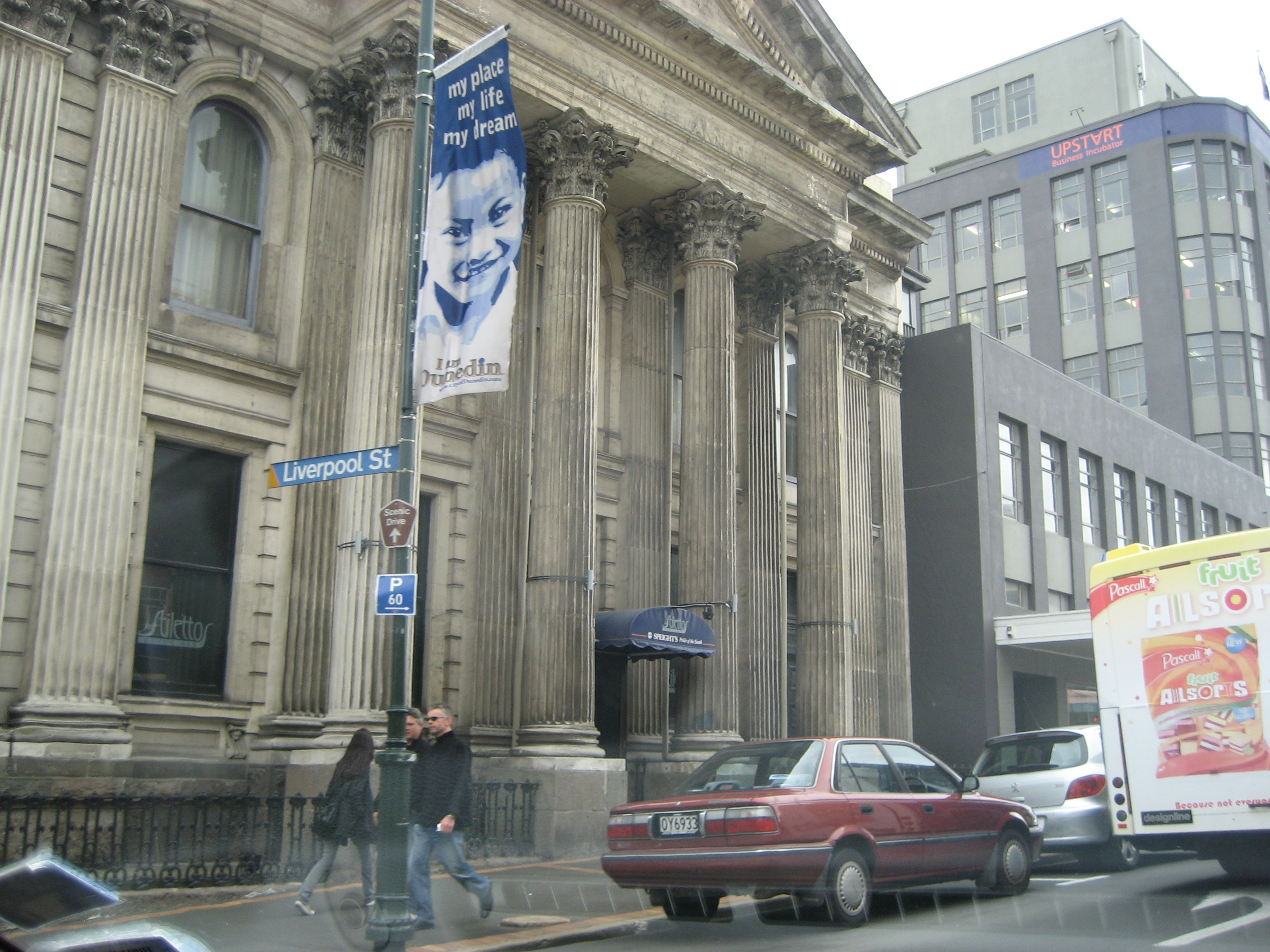
Ancien bâtiment de l’Union Bank of New Zealand.

Roslyn est une banlieue majeure, essentiellement résidentielle et de commerce de détail, de la cité de Dunedin, située dans l’Île du Sud de la Nouvelle-Zélande. 

## Situation
Elle est localisée à 150 m au-dessus du niveau du centre de la cité de Dunedin, et s’étale en croissant autour de l’angle ouest du CBD. 
Elle est à 2,5 km vers le nord-ouest du centre-ville, immédiatement au-dessus de la ceinture verte de la cité de Dunedin (en).

## Population
La population de Roslyn en 2001 était de 3 957 habitants lors du recensement de 2001 en Nouvelle-Zélande (en).

## Description
Roslyn est relié au CBD de la cité de Dunedin via Stuart Street (en) et City Road. 
Le plus ancien de ces passages circule en dessous de Roslyn sous le Roslyn Overbridge (en), et est relié à la banlieue via un échangeur complexe en direction de l’ouest de Roslyn. Stuart Street passe à travers les banlieues de Kaikorai et Wakari avant de devenir Taieri Road, qui finalement traverses Three Mile Hill pour atteindre la  plaine de Taieri (en). 
Le City Road circule à travers la banlieue de Belleknowes avant de relier Rattray Street et en descendant  le City Rise, pour  atteindre le centre de la cité au niveau de The Exchange (en). 
Roslyn est aussi connecté avec la banlieue de Mornington vers le sud-ouest et avec Maori Hill en direction du nord-est par le biais de Highgate, la rue principale de la banlieue de Roslyn.

## Activité économique
Roslyn est de façon prédominante une banlieue résidentielle, bien qu’elle contienne une des principales zones de commerce périphériques de la cité de Dunedin  au niveau et autour de Roslyn Village sur le secteur de Highgate juste au sud-ouest du pont overbridge. 
Une des plus notables écoles de filles de la ville est le collège Colomba (en), localisé à Maori Hill.
La banlieue et ses voisines, comme Wakari, donnent leur nom à l’une des équipes les plus marquantes de football de Dunedin nommée Roslyn-Wakari (en). 
Le terrain de cette équipe est actuellement situé à Ellis Park dans la banlieue de Kaikorai, immédiatement au nord-ouest de Roslyn.
À Kaikorai se trouve aussi le bâtiment de l’ancienne entreprise Roslyn Woollen Mills, dont les produits ont rendu le nom de Roslyn célèbre dans tout le pays.

## Toponymie
La banlieue de Roslyn fut dénommée d’après Roslin dans le secteur de Midlothian en Écosse. 
De nombreux nom de rues et certain noms de districts dans Dunedin dérivent des caractéristiques d’ Edinburgh et de ses environs.

## Littlebourne
La localité de Littlebourne, considérée par certains[Qui ?] comme une banlieue séparée, siège dans le ceinture verte (en) sur les pentes immédiatement en dessous et vers le sud-est de la banlieue de Roslyn.
Une caractéristique notable de Littlebourne comprend le école secondaire de garçons d’Otago (en) et son terrain de sport, qui est le « Littlebourne Ground», ainsi que la principale piscine de la cité nommée piscine Moana (en).

## Le cable cars

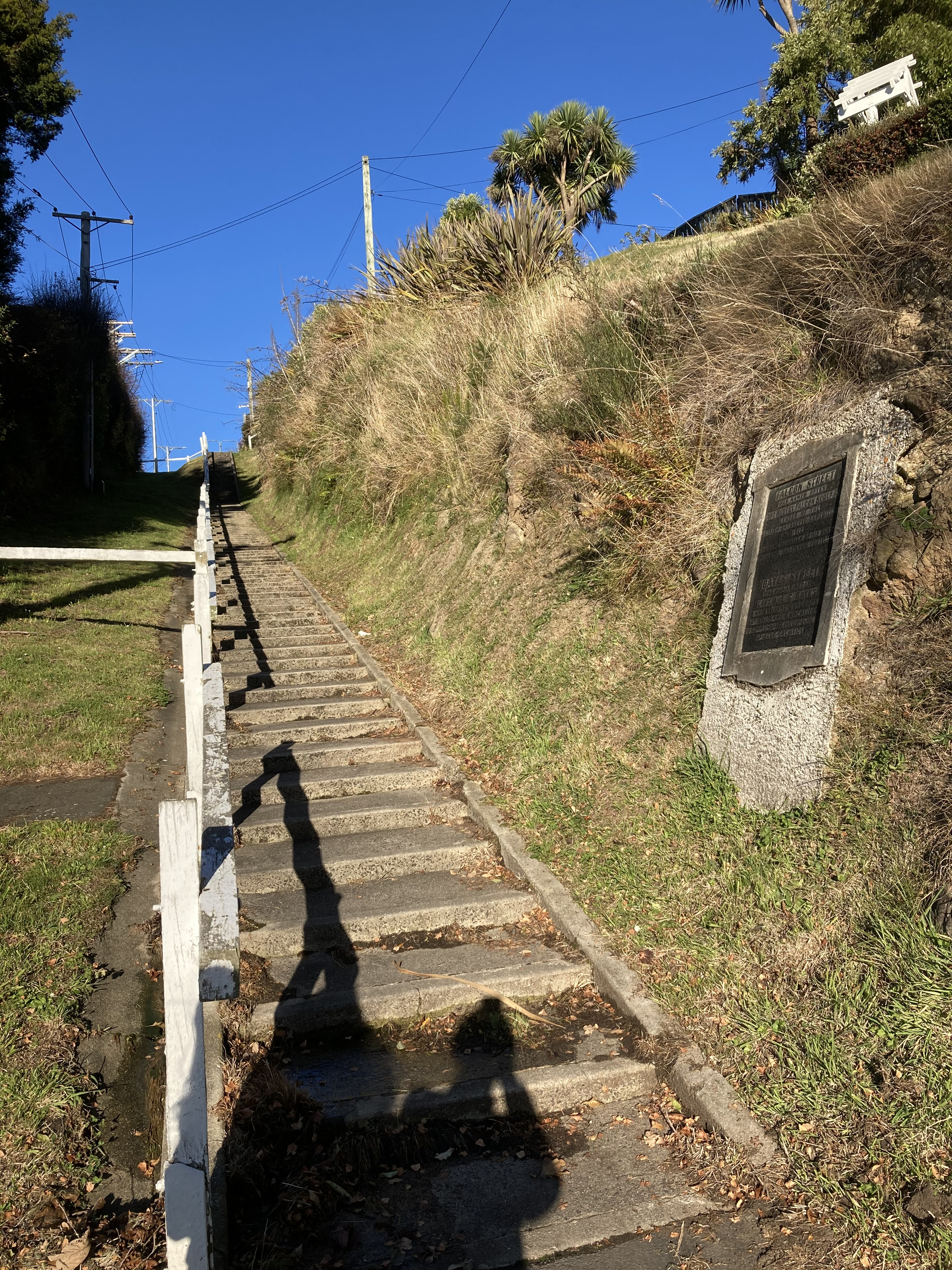
Falcon Street, là où le téléphérique avait l'habitude de fonctionner.

Roslyn a dès les temps les plus anciens, été desservie par 2 lignes séparées du tramway à traction par câble (voir Système de tramway à cable de Dunedin (en).
L’une remonte de Stuart Street (en) à partir de The Octagon (en), tourne à droite à mi-hauteur au niveau de York Place dans ce qui est appelé Albert Street, continue au-delà de la fin de cette rue à travers une courte section de la ceinture de la ville (en), passe au-delà de  école secondaire de garçons d’Otago (en), travers le bas de Littlebourne Crescent,et remonte Highgate au niveau de School Street, puis descend vers la banlieue de Kaikorai juste avant Nairn Street, où se trouve un rond-point sur la route où les voitures de tramway tournent à 90° et les envoient vers le sud-ouest dans leur hangar, si c’est la fin du service.
La route fut finalement transformée en une quatre voies, coupant la banlieue au niveau de Littlebourne Crescent en dehors de Littlebourne Road, passant sous le nouveau pont et bénéficiant d’un élargissement considérable sur le côté de Kaikorai, restreignant l’accès vers Ann Street et Oates Street.
L’autre ligne remonte de Rattray Street puis coupe à travers Town Belt (où la tranchée est toujours généralement visible), passe le observatoire de Bevely-Beggs (en) pour grimper sur toute la longueur de Ross Street et une partie de Belgrave Crescent, puis descend à travers une tranchée vers la vallée près de Frasers Road. 
La section ouest au-delà de la tranchée était trop raide pour une route de liaison et quand le tramway à cables cessa de fonctionner,  la portion près de Belgrave Crescent fut redéveloppée sous forme d’une courte rue desservant plusieurs maisons alors que le passage pour piéton reste situé sur Delta Street. 
Les trolleybus ont remplacé le service de tram aussi loin que Belgrave Crescent, utilisant la City Road au lieu de la tranchée directe et raide à travers Town Belt.